# San Tommaso in Formis

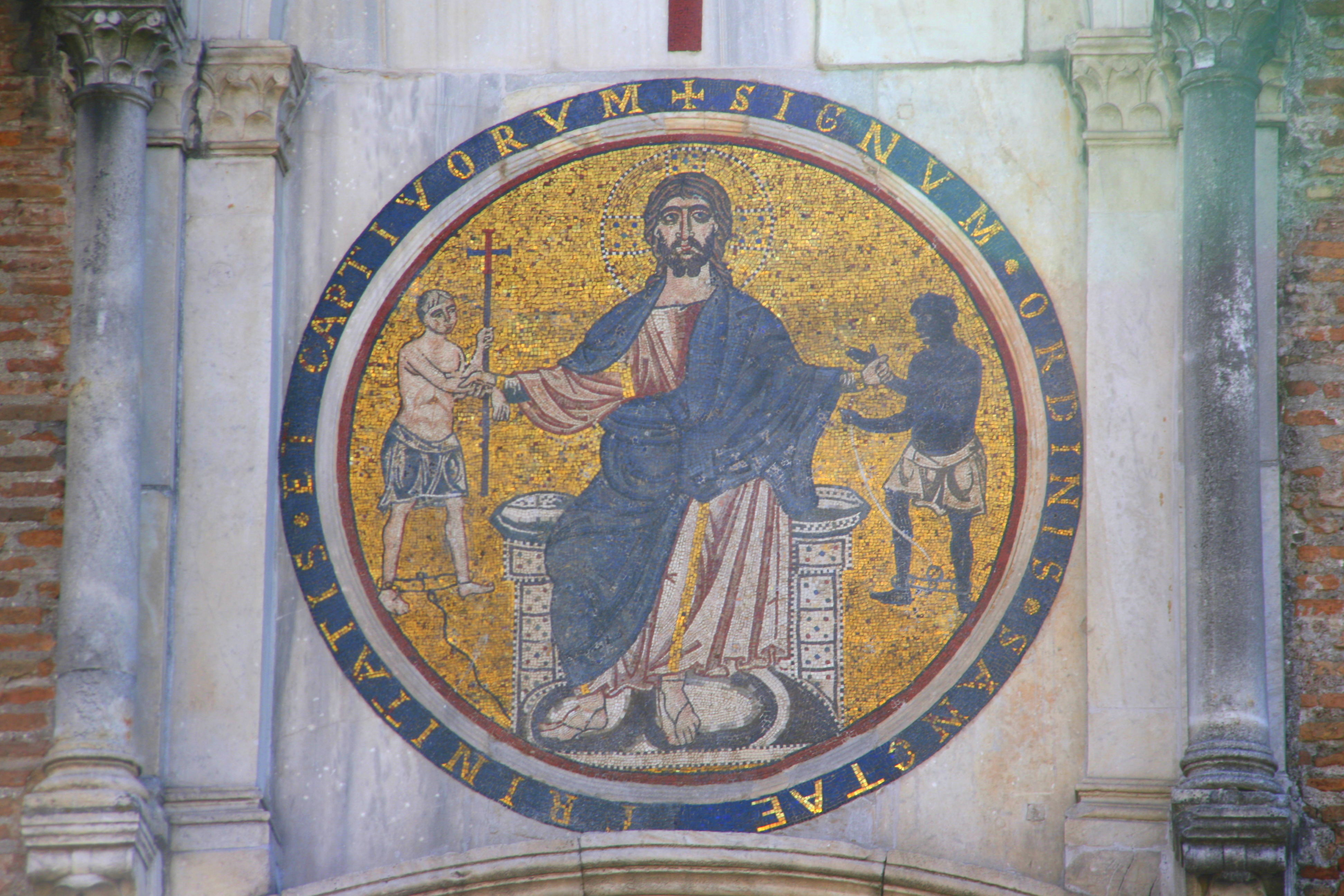
Mosaic de l'Orde Trinitari conservat a l'església de San Tommaso

San Tommaso in Formis és una església situada en el barri Celi, de Roma en la via San Paolo della Croce. Està dedicada a sant Tomàs Apòstol.

## Història
Els orígens de l'església es remunten del segle x amb la seva primera menció feta pel papa Innocenci III el 1209 en la seva donació al monestir de l'Orde de la Santíssima Trinitat fundada per Joan de Mata, junt amb aquesta església el papa va donar també un hospici per acollir els pobres i els pelegrins. A la seva mort, Joan de Mata va ser enterrat en aquesta església, alguns anys després les seves restes van ser traslladades a Espanya. Des de 1380, l'església va ser progressivament abandonada fins al 1532 data de la primera restauració i el 1571, quan el papa Pius V torna a donar-la a l'orde trinitari a poc a poc van anar recuperant els terrenys i edificis perduts anteriorment.

## Arquitectura
L'església va ser completament reconstruïda el 1663 al costat de la vila | de la vil·la] Celimontana, i ha mantingut la seva forma fins a l'actualitat.
L'interior del temple consta d'una única nau i a l'altar s'allotja una pintura moderna realitzada per Aronne del Vecchio, representant Gesù che invia san Juan de Mata. Els set vitralls de l'església són de data de l'any 2000 i obra de Samuele Pulcini.